# Лоск (Харків)
«Лоск» — українське підприємство, розташоване у Харкові на площі Юрія Кононенка. Повна назва — Приватна виробничо-комерційна фірма «Лоск» (ПВКФ «Лоск»). Серед активів підприємства — завод із промислової переробки скла, а також один з найбільших авторинків запчастин України. На території ринку знаходяться майданчики з продажу легкових та вантажних автомобілів.
Президент фірми «Лоск» — Надія Олександрівна Кононенко.

## Історія
В 1988 році керівником кооперативу «Лоск» став Юрій Кононенко, а з 1992 року і до обрання у Верховну Раду України він був президентом виробничо-комерційної фірми «Лоск». Підприємство побудували на болотистій місцевості, використовуючи видобуті в Харківській області піски. До складу фірми входить завод з промислової переробки скла, виробництва автоскла і дзеркал для меблевої промисловості, авторинок та автотеатр. На відкритому 1998 року автотеатрі виступали такі зірки як Алла Пугачова, Валерій Леонтьєв, Modern Talking, Ірина Білик, Вєрка Сердючка, Руслана Писанка, Костянтин Кінчев, Чиж & Co. 2000 року було розпочато розробку проекту будівництва поблизу ринку торгово-промислового центру, поруч з яким планувалось розмістити автовокзал і побудувати дві нові лінії метрополітену за рахунок інвестицій та власних коштів Кононенка. Крім того, було розпочато проект будівництва заводу з виробництва флоат-скла з залученням англійського та італійського капіталу (загальна вартість проекту становила 100 млн доларів).
22 січня 2001 року Кононенко помер від вогнепального поранення в офісі фірми «Лоск». За однією з версій вбивство сталося на тлі інтересу бізнесмена Олександра Фельдмана до «Лоску», проте сам Фельдман спростував зацікавленість у бізнесі Кононенка. Після смерті Юрія Кононенка керівником підприємства значиться його дружина — Надія Кононенко.
У червні 2000 року на території «Лоска» відбулася виставка вітчизняних виробників. 2004 року фірма «Лоск» отримала подяку від Державної податкової адміністрації Харківської області.
2005 року «Лоск» вклав у розвиток інфраструктури підприємства 3,87 млн гривень. Віце-президент фірми Ігор Прокопенко повідомляв тоді, що 2006 року «Лоск» планує запустити нову автомийку, автомайстерні і торговельні ряди для сільськогосподарської техніки. Крім того, планувалося побудувати двоповерховий комплекс побутового обслуговування покупців. Реконструкція ринку, за даними харківського видання Status quo, була завершена у 2006 році.
7 лютого 2007 року на території ринку «Лоск» сталася пожежа в кіоску з фаст-фудом. Збиток від пожежі тоді оцінили у 67 тисяч гривень.
Начальник відділу організації та проведення аудиторських досліджень КРУ в Харківській області Лідія Бойко у 2007 році повідомляла, що створення платного паркування біля ринку «Лоск» може щомісяця приносити в бюджет Пісочина близько 100 тисяч гривень. Напередодні чемпіонату Європи 2012 на території ринку розмістили один з паркінгів для відвідувачів футбольної першості. На території 16,69 га розмістили 3,4 тисячі автомобілів і автобусів. Крім того, в 2011 році на благоустрій території ринку було виділено 4 млн гривень.
До 2012 року вся  територія підприємства та ринку відносилась до Пісочин (смт), який є найбільшим за населенням селищем  в Україні, але після цього частину західної сторони ринку «Лоск» підпорядкували Харкову. При цьому «Лоск» був найбільшим підприємством Пісочина. У 2013 році «Лоск» займав монопольне становище у Харкові в сфері торгівлі автомобілями та автозапчастинами. У зв'язку з цим Харківське обласне територіальне відділення Антимонопольного комітету України наклало штраф на підприємство. Станом на 2017 рік на території ринку розташовувалося 2711 торгових об'єктів. Територія фірми "Лоск" розташована по обидва боки міжнародної траси  М03 (Е40: Київ - Харків - Довжанський), з північної сторони фірми "Лоск" проходить регіональна автодорога Р46 (Харків - Охтирка - Суми). 
25 серпня 2019 року частина мосту, що знаходиться поблизу ринку «Лоск», обвалилася. Через провал мосту ніхто не постраждав. Експерти, що проводили комісійний огляд мосту, прийшли до висновку, що причиною обвалу став проїзд і гальмування перевантаженої фури. Рух відновленим мостом було знову відкрито 22 грудня 2019 року.